# Йодль
Йодль — наспіви альпійських горців (в Австрії, Швейцарії, Південній Баварії). Характерні рулади, стрибки на широкі інтервали, переходи від грудного низького регістра голосу до високого фальцету. Інша назва йодлер. Хоча цей спів здебільшого відомий у Швейцарії та австрійському Тиролі, однак його можна почути також у центральній Меланезії і частинах Сполучених Штатів.

## Походження
Походження співу фальцетом ховається в давнині. Дехто каже, що цей стиль з'явився в результаті імітації музики альпійського ріжка, однак така думка не підтверджена фактами.

## Техніка
Вважається, що людський голос складається принаймні з двох різних вокальних «регістрів» — грудного та фальцету, які відрізняються один від одного способом твору звуку. Більшість людей можуть співати в межах певного діапазону відносно низьких частот грудного голосу та відносно високих частот фальцету. Існує очевидна різниця між цими двома діапазонами, особливо у недосвідчених чи ненавчених співаків. Досвідчений співак, що має натреновані голосові зв'язки і контролює свій голос, може з легкістю переходити з фальцету на грудний спів. Йодль це одне з найрозвиненіших і найскладніших застосувань такої техніки, оскільки співак переходить між регістрами голосу кілька разів за один короткий проміжок часу і на великій гучності. Цей ефект, один з найвідмінніших в музиці, досягається шляхом повторних переходів між двома регістрами. Наприклад, в знаменитому приспіві «Йодл — ай — ІЇІ — уууу», склад «ІЇІ» співається фальцетом, тоді як решта складів грудним голосом.

## Виконавці
- Серед виконавців альпійського йоделю, найвідоміші є Францль Ланг (Franzl Lang), Штефані Хертель (Stefanie Hertel), Ціллерталер Шурцен'єгер (Zillertaler Schürzenjäger), Уршпрунгскі Хлопці (Ursprung Buam), Мері Шнайдер (Mary Schneider).
- Прикладами західного (кантрі) йоделю є Керрі Крістенсен (Kerry Christensen), Елтон Брітт (Elton Britt), Вільфа Картер (Wilf Carter), Йоделін Слім Кларк (Yodelin' Slim Clark), Слім Вітман (Slim Whitman), Петсі Монтана (Patsy Montana). Група «The Band» використовувала йодель у пісні «Up On Cripple Creek». Одним з найвідоміших йоделерів вважається Джиммі Роджерс (Jimmie Rogers), який записав кілька пісень під загальною назвою «Blue Yodel». Ще одним кантрі-йоделером був Джин Отрі (Orvon Eugene Autry a.k.a. Gene Autry). Техасець Дон Волсер (Don Walser) досяг найбільшого успіху та слави серед кантрі-йоделерів.
- Соул-співак Орен Невілл (Aaron Neville), якого надихнув йоделем Джин Отрі, створив свій власний неабиякий стиль співу вібрато.
- Кішор Кумар (Kishore Kumar), індійський співак, використав йодль в кількох свої піснях. Він є одним з найкращих йоделерів у індійському кінематографі.
- Шведська група ABBA використала техніку виконання йодль в одній зі своїх ранніх пісень — «People Need Love».
- Ритм-н-Блюз співак Р.Келлі (R. Kelly) використав техніку йодль в своєму синглі «Echo».
- З йодлями експериментувала ірландська співачка Долорес О'Ріордан
- З 2018 йодль викладається в університеті Люцерна, викладачкою є відома виконавиця йодлів Надя Расс.